# Saint Lucias riksvapen
Skölden på Saint Lucias riksvapen är fyrdelad genom att bambustavar lagts i kors. Två av fälten visar rosor och de två andra liljor, symboler för Storbritannien resp Frankrike.